# 13333 Carsenty
13333 Carsenty eller 1998 SU59 är en asteroid i huvudbältet som upptäcktes den 17 september 1998 av LONEOS vid Anderson Mesa Station. Den är uppkallad efter den israeliske astronomen Uri Carsenty.
Den tillhör asteroidgruppen Vesta.